# Maceo (album)
Pour les articles homonymes, voir Maceo.
Albums de Maceo Parker
Southern Exposure
(1993) Funk Overload
(1998)
Maceo (Soundtrack) est le 9e album de Maceo Parker, publié en 1994.

## Titres
1. Cold Sweat [9:07]
2. Knock On Wood [4:27]
3. New Moon [7:25]
4. House Party [7:38]
5. New Song [5:12]
6. Do Right Woman [4:25]
7. Chameleon [10:40]
8. Make It Funky - Funky Good Time - There Was a Time [15:01]
9. C Jam Funk [11:50]